# Dimitrios Markos
Dimitrios Markos (in greco Δημητριος Μαρκος?; Atene, 13 settembre 2001) è un nuotatore greco, specializzato nello stile libero.

## Biografia
Ha rappresentato la Grecia ai Giochi olimpici estivi di Tokyo 2020, classificandosi 31º nei 200 m stile libero e 26º negli 800 m stile libero.
Ha fatto parte della spedizione greca ai Giochi del Mediterraneo di Orano 2022, edizione in cui ha vinto la medaglia d'oro nei 400 m stile libero e nella staffetta 4×200 m stile libero, e l'argento nei 200 e 1500 m stile libero e nella staffetta 4×100 m stile libero.
Agli europei di Roma 2022, svoltisi al Foro Italico, ha ottenuto l'8º nei 200 m stile libero, l'11º negli 800 m e il 10º nei 1500 m. Non è partito nei 400 m.
Nel 2024, agli europei di Belgrado, vince la medaglia d'argento nei 400 metri stile libero e negli 800 metri stile libero (siglando in quest'ultimo caso il nuovo record nazionale in 7'48"59) e quella di bronzo nella staffetta 4x200 metri stile libero.

## Palmarès
- Europei

Belgrado 2024: argento nei 400m sl e negli 800m sl, bronzo nella 4x200m sl.
- Giochi del Mediterraneo

Orano 2022: oro nei 400m sl e nella 4×200m sl, argento nei 200m sl, nei 1500m sl e nella 4×100m sl.
- Europei U23

Dublino 2023: oro nei 200m sl, bronzo nei 400m sl.